# 双螳属
双螳属（学名：Dimantis）是宽膝螳科的一属。

## 下属物种
本属包括以下物种：
- 汉氏双螳 Dimantis haani Giglio-Tos, 1915